# Phare de Pine Island
Le phare de Pine Island est un phare érigé sur Pine Island une petite île du détroit de la Reine-Charlotte dans l'entrée intérieure vers Port Hardy au nord de l'île de Vancouver, dans le District régional de Mount Waddington (Province de la Colombie-Britannique), au Canada. 
Ce phare est géré par la Garde côtière canadienne .

## Histoire
Le premier phare a été construit sur l'extrémité ouest de l'île. Il a été mis en service en 1898. À cause du danger des vagues et des tempêtes, il a été déplacé plus en hauteur en 1903. Il a subi une forte tempête, en février 1967. Endommagé, il a été réparé.
La lanterne originale, la lentille et les signaux de brouillard sont exposés à Campbell River au Centre du patrimoine Maritime .

## Description
Le phare actuel, construit en 2001, est une tour cylindrique blanche en acier, avec lanterne rouge. Il émet, à une hauteur focale de 28 m, un éclat rouge toutes les 10 secondes. Sa portée nominale est de 16 milles nautiques (environ 30 km). 
Cette nouvelle station est pourvue de nouvelles habitations, en retrait du rivage, qui servent aux gardiens résidents et aussi aux pilotes qui montent à bord des bateaux étrangers en direction de Port Hardy. 
Identifiant : ARLHS : CAN-382 - Amirauté : G-5649 - NGA : 12252 - CCG : 0576 .

## Caractéristique duFeu maritime
Fréquence : 10 secondes (R)
- Lumière : 0.2 seconde
- Obscurité : 9.8 secondes

|                                            |
| localisation Détroit de la Reine Charlotte |

### Lien connexe
- Liste des phares de la Colombie-Britannique